# چو تائه-بوک
چو تائه-بوک (انگلیسی: Choe Thae-bok; ۱ دسامبر ۱۹۳۰ – ۲۰ ژانویهٔ ۲۰۲۴) سیاست‌مدار اهل کره شمالی بود.
او از ۵ سپتامبر ۱۹۹۸ تا ۱۱ آوریل ۲۰۰۹ رئیس مجمع عالی خلق کره شمالی بود.
چو تائه-بوک در ۲۰ ژانویه ۲۰۲۴، در سن ۹۳ سالگی بر اثر سکته قلبی درگذشت.